# チオゲラニオール
チオゲラニオール（英: Thiogeraniol）は、化学式C10H18Sで表される有機硫黄化合物の一種である。

## 性質
イチゴやグレープフルーツを思わせるグリーン、スパイシー、ウッディ香の無色の液体であるが、天然からは発見されていない。トランス型とシス型の異性体があり、通常は両者が6:1の割合で含まれる混合体である。ゲラニオールのヒドロキシ基がチオール基に置き換わった構造を持ち、数種類の合成法が開発されているが、リナロールとチオ尿素から合成することができる。

## 用途
ブラックカラント、パッションフルーツ、ラズベリー、ミントなどの香りを付与するフレーバーとして、最大100ppmほど用いられるほか、調合香料にも使用される。